# Тушебин
Тушебин (укр. Тушебин) — село в Млиновской поселковой общине Дубенского района Ровненской области Украины.
До 2020 года входило в Млиновский район.
Население по переписи 2001 года составляло 244 человека. Почтовый индекс — 35120. Телефонный код — 3659. Код КОАТУУ — 5623886603.